# スーパーロボット大戦 スクランブルギャザー
スーパーロボット大戦 スクランブルギャザー（スーパーロボットたいせん スクランブルギャザー）はバンダイから発売された、コンピュータゲーム「スーパーロボット大戦シリーズ」を題材にしたトレーディングカードゲーム。1996年11月にカードダスマスターズとして発売が開始された。2001年7月に発売された第9弾を最後に販売は終了しているが、題材となったスーパーロボット大戦シリーズはその後も継続されている。
スーパーロボット大戦シリーズに登場するロボットを絵柄にしたカードをフィールドに配置して戦わせる、2人プレイによる対戦形式のカードゲームである。

## ルール

### 用語
当たり判定
ユニットの攻撃が成功するか判定すること。捨て山の1番上にあるカードをめくって、精神コマンドカードなら命中したと判定される。
1体
ユニットカードやパイロットカードを数えるときの単位。
カット
カードの山を半分に分けて、上下を入れ替えること。
コスト
カードの配置や維持、特殊効果の使用時に支払うもの。ライブラリーからコスト分の枚数を捨て山に移す。
捨て山
ライブラリーから支払ったコストや、ライブラリーが受けたダメージを置く場所。
タップ
カードを90度横に倒すこと。
ダメージ
ユニットカードや本体が受けるもの。ユニットカードがHP以上のダメージを受けると破壊される。本体がダメージを受けた場合は、同じ枚数のカードをライブラリーから捨て山に移す。
ターン
自分の手番。
デッキ
プレイのために組んだ50枚のカードのこと。
手札
プレイヤーの手元にあるカード。
取り除く
カードをフィールド外に取り除くこと。捨て山に移すこととは別。
破壊
ユニットカードのHPが0になること。また、それ以外のカードが特殊効果で破壊されることもある。
フィールド
カードを配置する場所のこと。
フェイズ
ターンを区切ったもの。1ターンは8フェイズ（復帰、維持、ドロー、供給、移動、配置、特殊効果、戦闘）に分かれている。
本体
ライブラリーにあるカードのこと。
ライブラリー
ゲーム開始時に自分のデッキを置く場所。ライフとも呼ぶ。
レアリティ
カードの希少性をあらわす基準。コモン、アンコモン、レアの順に希少性が高くなっていく。

### フィールド
フィールドは以下のようなエリアに分かれている。
| 3 | 6 | 6 | 6 | 6 | 2 | 1 |   |
|   | 5 |   |   |   |   |   |   |
|   | 4 |   |   |   |   |   |   |
|   | 4 |   |   |   |   |   |   |
|   | 5 |   |   |   |   |   |   |
|   | 1 | 2 | 6 | 6 | 6 | 6 | 3 |

1. ライブラリー（本体）
2. 捨て山
3. 取り除かれたカードの山[1]
4. インフィールド
5. アウトフィールド
6. ベースフィールド

スターターパックや公式バインダーには、このフィールドが印刷されたプレイシートが同梱されている。

### カードの種類
カードには、種類に関係なく配置コスト、維持コスト、特殊効果が設定されている。
ユニットカード
ロボットや戦闘機などを表すカード。インフィールド、アウトフィールドに配置する。戦いにおいて主軸となる。HP、攻撃力、射程、移動力が設定されている。通常のユニット以外に以下のユニットカードがある。
人間ユニットカード
ユニットカードとパイロットカードの特性を併せ持つカード。配置する際にどちらのカードとして使用するか選択する。
戦艦カード
戦艦・基地以外のユニットを格納できるカード。格納されたユニットは攻撃できないが、攻撃されることもない。格納されていても特殊能力は使用できるが、戦艦が撃墜されると格納したユニットも同時に撃墜される。
基地カード
基地以外のユニットを格納できるカード。基地自体は、攻撃力を持たない物が多くアウトフィールドにしか配置できない。配置コスト無しで基地以外のユニットを基地内に配置できる。格納されたユニットは攻撃できないが、攻撃されることもない。基地が撃墜されると格納したユニットも同時に撃墜される。
レベルアップカード
自軍の戦闘フェイズで相手ユニットにダメージを与え、かつ生き残ると「スーパーユニット」に進化できるカード。カードには通常時の能力値に加え、スーパーユニット時の能力値も記載されている。スーパーユニットは通常のユニットと区別されるため、ユニット全体を対象にした特殊効果の影響を受けない。
パイロットカード
パイロットを表すカード。ベースフィールドに配置する。特定のユニットを強化する特殊効果を持つカードが多い。また、パイロットカードにはそのパイロットが覚えている精神コマンドが記されている。
キャラクターカード
パイロット以外のキャラクターを表すカード。使用方法はパイロットカードと同じだが、パイロットカードに比べ特殊効果が強力なカードが多い。反面、大半のカードには精神コマンドがない。
精神コマンドカード
精神コマンドを表すカード。ベースフィールドに配置する。通常は特殊効果を使用すると取り除かれるが、配置されているパイロットが精神コマンドを覚えている場合は、使用後タップしておき次のターンに復帰させることができる。捨て山での命中判定にも用いられる。
アイテムカード
アイテムを表すカード。合体攻撃や必殺技を表すカードもこれに含まれる。ベースフィールドに配置する。使い捨ての短期決戦タイプと特殊効果が持続する常駐タイプがある。

### プレイの準備
1. プレイヤーそれぞれが50枚のカード（デッキ）を用意する。同一カードはデッキに3枚まで入れることができる[2]。
2. お互い自分のカードをカットしたあと、相手にも自分のカードをカットしてもらう。
3. 手札を7枚引く。
4. じゃんけんで先攻後攻を決める。

### ゲームの流れ
先攻後攻のターンを交互に繰り返し、先にライブラリーのカードがなくなった方が負けとなる。ターンでは、8つのフェイズが下記の順番で行われる。
1.復帰フェイズ
前のターンでタップされた精神コマンドカードを元に戻す。
2.維持フェイズ
フィールドに配置されているカードの維持コストをライブラリーから支払う。維持コストが支払えなかった（支払わなかった）場合、そのカードはフィールドから取り除かれる。
3.ドローフェイズ
ライブラリーから1枚カードを引いて手札に加える。この時点でライブラリーがなくなった場合は即敗北となる。
4.供給フェイズ
手札から精神コマンドカードを1枚フィールドに配置する（配置しないこともできる）。
5.移動フェイズ
フィールド上のユニットを移動させる。ユニットは「インフィールド⇔アウトフィールド⇒手札」間を移動でき、フィールドをまたぐごとに移動力が1必要になる。相手フィールドには侵入できない。
6.配置フェイズ
ユニット、パイロット、アイテムなどのカードを配置コストを支払って1枚ずつ配置する（配置しないこともできる）。ユニットの配置は手札からフィールドへの移動とみなされるため、インフィールドへの配置には移動力が2必要になる。パイロットやキャラクターカードは、フィールドに同一人物を1枚しか配置できない。もし配置した場合は先に配置されていたカードが取り除かれる。
7.特殊効果フェイズ
フィールドに配置されたカードの特殊効果をコストを支払って使用する。先にそのターンのプレイヤーが特殊効果を使用したあと、続けて相手プレイヤーも特殊効果を使用する。こうして交互に特殊効果を使用し、どちらも特殊効果を使用しないと宣言するまで続ける。
8.戦闘フェイズ
ユニットカードを使って相手ユニットや本体を攻撃する。フィールドをまたぐごとに射程が1必要になり、本体はアウトフィールドの1つ外に配置されるものとして射程が計算される。当たり判定は、捨て山の1番上のカードをめくり精神コマンドカードがでるかどうかで判定する。HPが0になり破壊されたユニットはフィールドから取り除かれる。攻撃された側は攻撃されたユニットで反撃をすることができる（反撃しないこともできる）。ターン終了時にユニットのHPは全回復する。

## カードセット
第1弾 - 1996年11月 全180種類
発売型式 ブースターパック
第1作から『第4次スーパーロボット大戦』までのキャラクターを扱っている。
第2弾 - 1997年5月 全186種類
発売型式 ブースターパック
『新スーパーロボット大戦』のキャラクターを扱っている。
第3弾 - 1997年11月 全183種類
発売型式 スターターボックス&ブースターパック
『スーパーロボット大戦F』のキャラクターを扱っている。
第4弾 - 1998年6月 全186種類
発売型式 スターターボックス&ブースターパック
『スーパーロボット大戦F完結編』のキャラクターを扱っている。
第5弾 - 1999年1月 全186種類
発売型式 スターターボックス&ブースターパック
これまでフォローできなかったキャラクターを扱っている。
第6弾 - 1999年7月 全201種類
発売型式 スターターボックス&ブースターパック
主に『スーパーロボット大戦COMPACT』のキャラクターを扱っている。
第7弾(鋼鉄の拳編) - 1999年12月 全206種類
発売型式 スターターボックス&ブースターパック
主に『スーパーロボット大戦64』のキャラクターを扱っている。
第8弾(超弩級の激突編) - 2000年7月 全201種類
発売型式 スターターボックス&ブースターパック
主に『スーパーロボット大戦COMPACT2』、『スーパーロボット大戦α』のキャラクターを扱っている。
α-1 - 2000年11月 全100種類
発売型式 ブースターパック
過去のカードセットの再録に新規カードを追加したもの。
α-2 - 2001年3月 全140種類
発売型式 ブースターパック
過去のカードセットの再録に新規カードを追加したもの。
第9弾(銀河の轟嵐編) - 2001年7月 全196種類
発売型式 スターターボックス&ブースターパック
主に『スーパーロボット大戦COMPACT2』、『スーパーロボット大戦α外伝』のキャラクターを扱っている。

### 特典カード
| 配布方法                                                    | カード名                         |
| ----------------------------------------------------------- | -------------------------------- |
| 「RPGマガジン」1998年8月号付録                              | U-R01 ヴァルシオーネR            |
| 公式バインダー付録                                          | U-B01 グレイターキンII           |
| セガサターン版『スーパーロボット大戦F』初回特典             | U-54F ヒュッケバイン             |
| セガサターン版『スーパーロボット大戦F』初回特典             | U-55F グルンガスト               |
| セガサターン版『スーパーロボット大戦F完結編』初回特典       | U-F01 ゲシュペンストMk-II        |
| セガサターン版『スーパーロボット大戦F完結編』初回特典       | U-F02 サイバスター               |
| プレイステーション版『スーパーロボット大戦F』初回特典       | U-PS1 サイバスター               |
| プレイステーション版『スーパーロボット大戦F』初回特典       | U-PS2 ザムシード                 |
| プレイステーション版『スーパーロボット大戦F完結編』初回特典 | U-PS3 グランヴェール             |
| プレイステーション版『スーパーロボット大戦F完結編』初回特典 | U-PS4 ガッデス                   |
| 『スーパーロボット大戦COMPACT2 第1部:地上激動篇』予約特典   | P-WS1 エクセレン=ブロウニング    |
| 『スーパーロボット大戦COMPACT2 第1部:地上激動篇』予約特典   | U-WS1 アルトアイゼン             |
| 『スーパーロボット大戦COMPACT2 第2部:宇宙激震篇』予約特典   | U-WS2 ヴァイスリッター           |
| 『スーパーロボット大戦COMPACT2 第2部:宇宙激震篇』予約特典   | I-WS4 ロンド・ベル隊             |
| 『スーパーロボットピンボール』付録                          | I-PB1 スーパーロボットピンボール |
| ウィンターフェスタ2000ほか配布                              | U-S01 スイームルグS              |
| 2000年下半期公式大会ほか配布                                | U-S02 ヒュッケバインEX           |
| 第8弾(超弩級の激突編)発売記念キャンペーン                   | U-S03 グルンガスト改             |
| 2001年度上半期公式大会配布                                  | U-S03R グルンガスト改            |
| 2001年度下半期公式大会配布                                  | U-S04 ベルゲルミル(ウルズ用)     |
| 2001年度下半期公式大会上位者にのみ配布                      | U-S05 ベルゲルミル(アンサズ用)   |

## 雑誌連載

### 君のデッキが光ってうなる!
RPGマガジンの1998年2月号から1999年6月号にて連載。SDにディフォルメされたバンプレストオリジナルのキャラクターたちが登場し、対戦やデッキ構築を行う内容になっている。イラストはゲームのキャラクターデザインを担当する河野さち子による書き下ろし。

### Let's ギャザー
ゲームギャザにて連載。

## 関連書籍
スーパーロボット大戦 スクランブルギャザー カードグラフィックス ISBN 9784766929027
第1弾から第3弾までのカードが掲載されている。
プレイステーション必勝法スペシャル スーパーロボット大戦Fを一生楽しむ本 ISBN 4766931424
プレイステーション必勝法スペシャル スーパーロボット大戦コンプリートボックスを一生楽しむ本 ISBN 4766932927
上記2冊ではスクランブルギャザーの遊び方が紹介されている。